# Poletna velika nagrada v smučarskih skokih 2014
Poletna velika nagrada v smučarskih skokih 2014 je enaindvajseta poletna sezona najvišjega ranga v smučarskih skokih na plastiki za moške in tretja za ženske. Sezona se je začela 25. julija 2014 na Poljskem in se bo končala v Nemčiji 4. oktobra 2014.
Prvič v zgodovini za smučarske polete v prihodnji sezoni testirajo novo pravilo, kjer bodo v končni rezultat štele tri serije. Tokrat bodo v končni rezultat vključili daljavo in točke kvalifikacijske serije dan prej. Tekmovanje bo potekalo tako da se bo iz kvalifikacij v prvo serijo prebilo 48 najboljših skakalcev. Ti bodo v prvi seriji razporejeni v 4 skupine po 12 tekmovalcev. Skupaj bo v finalno serijo napredovalo samo 24 tekmovalcev in sicer 6 najboljših iz vsake skupine. V finalni seriji bodo po ustaljenem vrstnem redu nastopali od zadaj naprej. V končni seštevek točk bodo tako štele kvalifikacijska, prva in finalna serija.

## Koledar

### Moški
| Šte. | Tekma | Datum              | Kraj        | Skakalnica                      | Velik. | Zmagovalec            | Drugi                 | Tretji                | Rumena majica                | Ref.  |
| ---- | ----- | ------------------ | ----------- | ------------------------------- | ------ | --------------------- | --------------------- | --------------------- | ---------------------------- | ----- |
| 148  | 1     | 26. julij 2014     | Wisła       | Malinka HS134                   | VE     | Peter Prevc           | Piotr Żyła            | Andreas Wellinger     | Peter Prevc                  | [ 1 ] |
| 149  | 2     | 9. avgust 2014     | Einsiedeln  | Andreas Küttel Schanze HS117    | VE     | Gregor Schlierenzauer | Piotr Żyła            | Michael Hayböck       | Piotr Żyła                   | [ 2 ] |
| 150  | 3     | 15. avgust 2014    | Courchevel  | Tremplin du Praz HS132          | VE     | Andreas Stjernen      | Phillip Sjøen         | Kamil Stoch           | Andreas Stjernen Peter Prevc | [ 3 ] |
| 151  | 4     | 23. avgust 2014    | Hakuba      | Olympic Ski Jumps HS131 (nočna) | VE     | Phillip Sjøen         | Jernej Damjan         | Daniel-André Tande    | Phillip Sjooen               | [ 4 ] |
| 152  | 5     | 24. avgust 2014    | Hakuba      | Olympic Ski Jumps HS131         | VE     | Phillip Sjøen         | Daniel-André Tande    | Jernej Damjan         | Phillip Sjooen               | [ 5 ] |
| 153  | 6     | 20. september 2014 | Almaty      | Gorney Gigant HS140 (nočna)     | VE     | Jernej Damjan         | Reruhi Shimizu        | Vladislav Boyarintsev | Phillip Sjooen               | [ 6 ] |
| 154  | 7     | 21. september 2014 | Almaty      | Gorney Gigant HS140             | VE     | Taku Takeuchi         | Jernej Damjan         | Phillip Sjøen         | Phillip Sjooen               | [ 7 ] |
| 155  | 8     | 28. september 2014 | Hinzenbach  | Aigner-Schanze HS94             | SR     | Roman Koudelka        | Gregor Schlierenzauer | Marinus Kraus         | Jernej Damjan                | [ 8 ] |
| 156  | 9     | 4. oktober 2014    | Klingenthal | Vogtlandarena HS140             | VE     | Richard Freitag       | Roman Koudelka        | Rune Velta            | Jernej Damjan                | [ 9 ] |

### Ženske
| Šte. | Tekma | Datum              | Kraj   | Skakalnica          | Velik. | Zmagovalec    | Drugi             | Tretji    | Rumena majica | Ref.   |
| ---- | ----- | ------------------ | ------ | ------------------- | ------ | ------------- | ----------------- | --------- | ------------- | ------ |
| 11   | 1     | 20. september 2014 | Almaty | Gorney Gigant HS106 | SR     | Sara Takanaši | Irina Avvakumova  | Yuki Ito  | Sara Takanaši | [ 10 ] |
| 12   | 2     | 21. september 2014 | Almaty | Gorney Gigant HS106 | SR     | Sara Takanaši | Katharina Althaus | Maja Vtič | Sara Takanaši | [ 11 ] |

### Moški ekipno
| Šte. | Tekma | Datum          | Kraj  | Skakalnica            | Velik. | Zmagovalec                                              | Drugi                                                      | Tretji                                                                              | Rumena majica | Ref.   |
| ---- | ----- | -------------- | ----- | --------------------- | ------ | ------------------------------------------------------- | ---------------------------------------------------------- | ----------------------------------------------------------------------------------- | ------------- | ------ |
| 18   | 1     | 25. julij 2014 | Wisła | Malinka HS134 (nočna) | VE     | Poljska Maciej Kot Piotr Żyła Dawid Kubacki Kamil Stoch | Češka Jakub Janda Lukáš Hlava Antonín Hájek Roman Koudelka | Avstrija · Michael Hayböck · Stefan Kraft · Thomas Diethart · Gregor Schlierenzauer | Poljska       | [ 12 ] |

## Seštevek: moški
| Poz | Skakalec             | Točk |
| --- | -------------------- | ---- |
| 1   | Jernej Damjan        | 441  |
| 2   | Phillip Sjøen        | 382  |
| 3   | Taku Takeuchi        | 316  |
| 4   | Gregor Schlierezauer | 244  |
| 5   | Junshirō Kobayashi   | 224  |

| Poz | Država    | Točk |
| --- | --------- | ---- |
| 1   | Norveška  | 1396 |
| 2   | Slovenija | 1194 |
| 3   | Nemčija   | 1088 |
| 4   | Japonska  | 1068 |
| 5   | Poljska   | 962  |

## Seštevek: ženske
| Poz | Skakalka          | Točk |
| --- | ----------------- | ---- |
| 1   | Sara Takanaši     | 200  |
| 2   | Katharina Althaus | 125  |
| 3   | Irina Avvakumova  | 112  |
| 4   | Maja Vtič         | 100  |
| 5   | Yuki Ito          | 96   |

| Poz | Država    | Točk |
| --- | --------- | ---- |
| 1   | Japonska  | 296  |
| 2   | Slovenija | 190  |
| 3   | Rusija    | 183  |
| 4   | Nemčija   | 142  |
| 5   | Norveška  | 123  |